# Gornje Crniljevo
Gornje Crniljevo (Servisch cyrillisch Горње Црниљево) is een plaats in de Servische gemeente Osečina. De plaats telt 554 inwoners (2002).

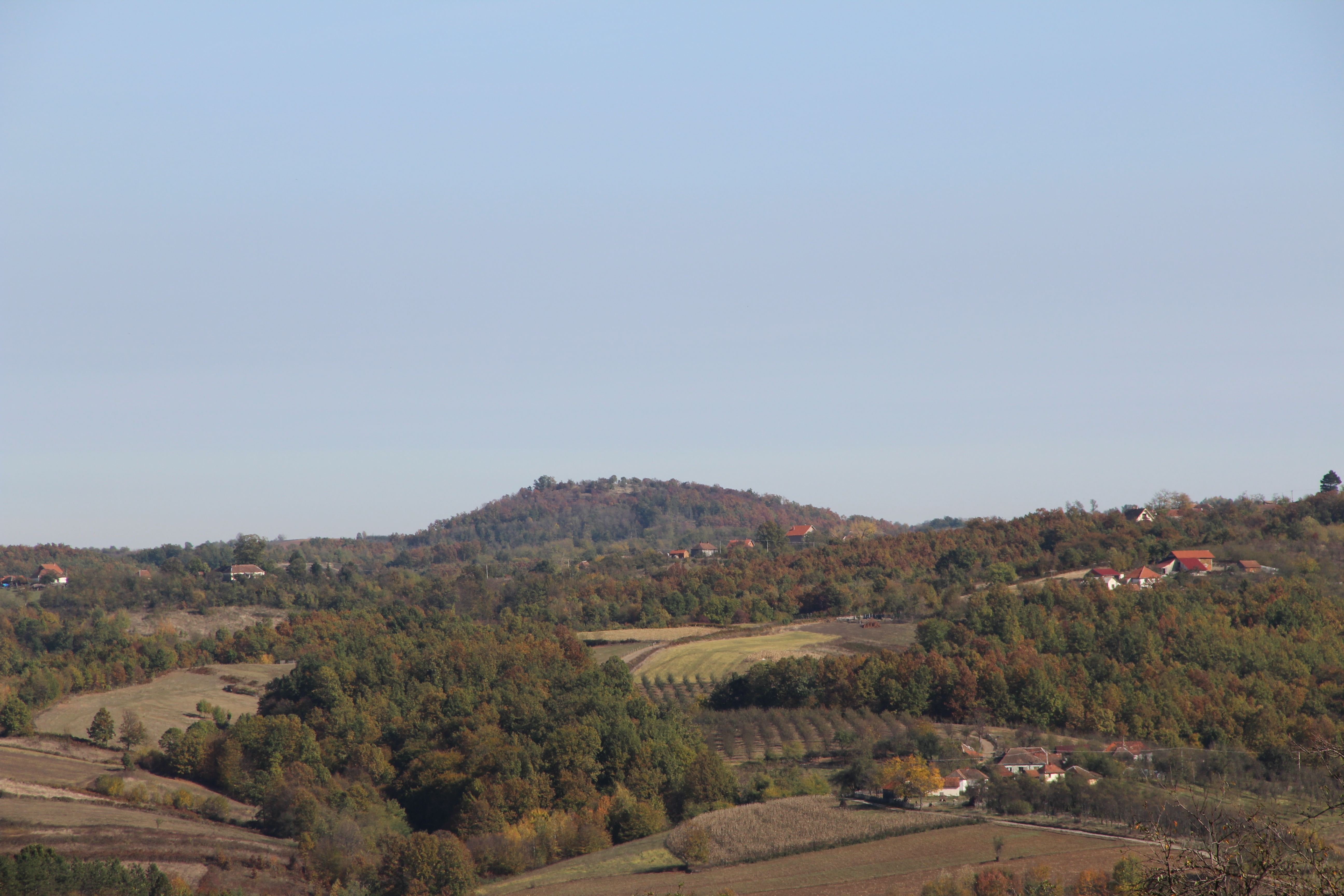
Gornje Crniljevo - panorama
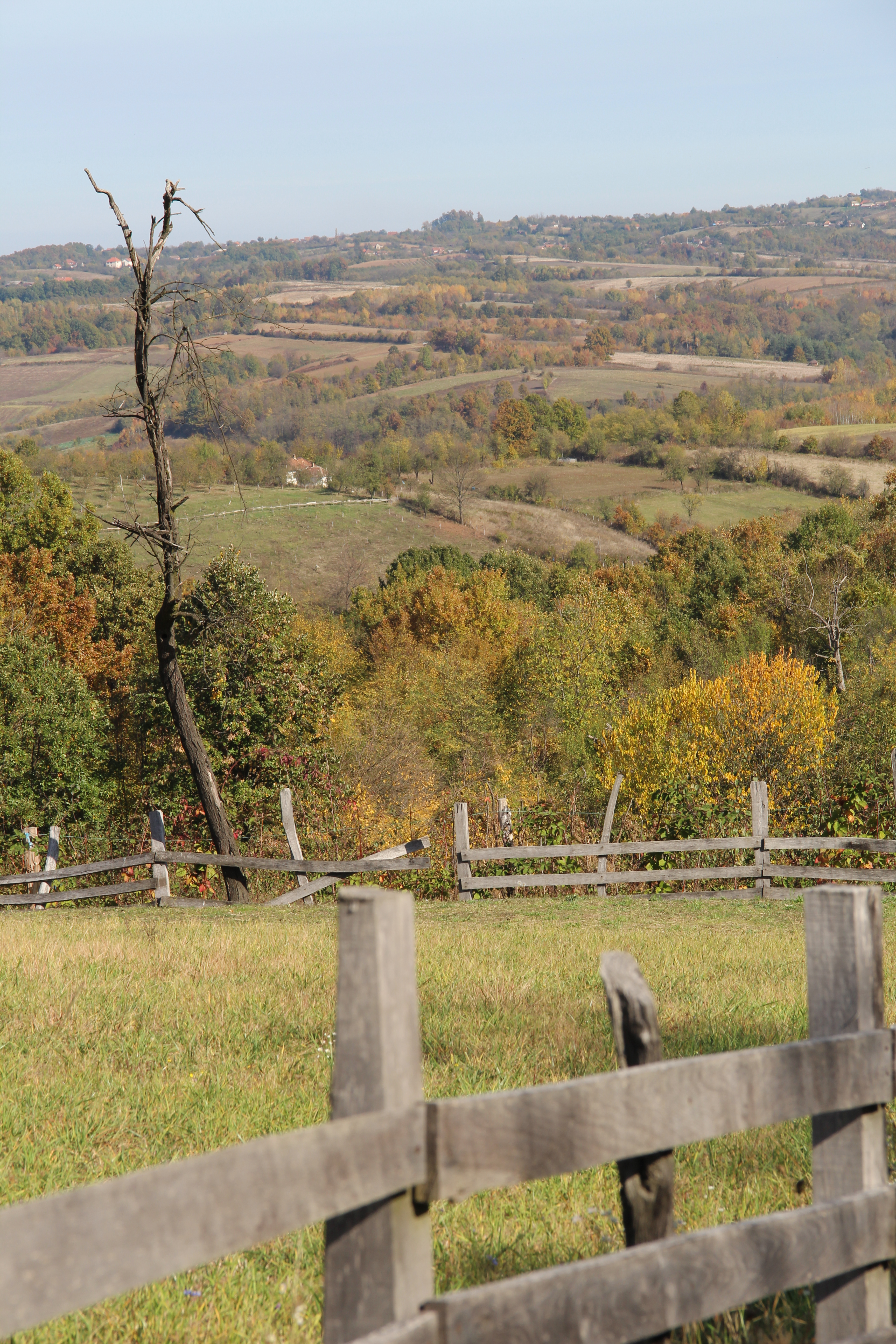
Gornje Crniljevo - panorama
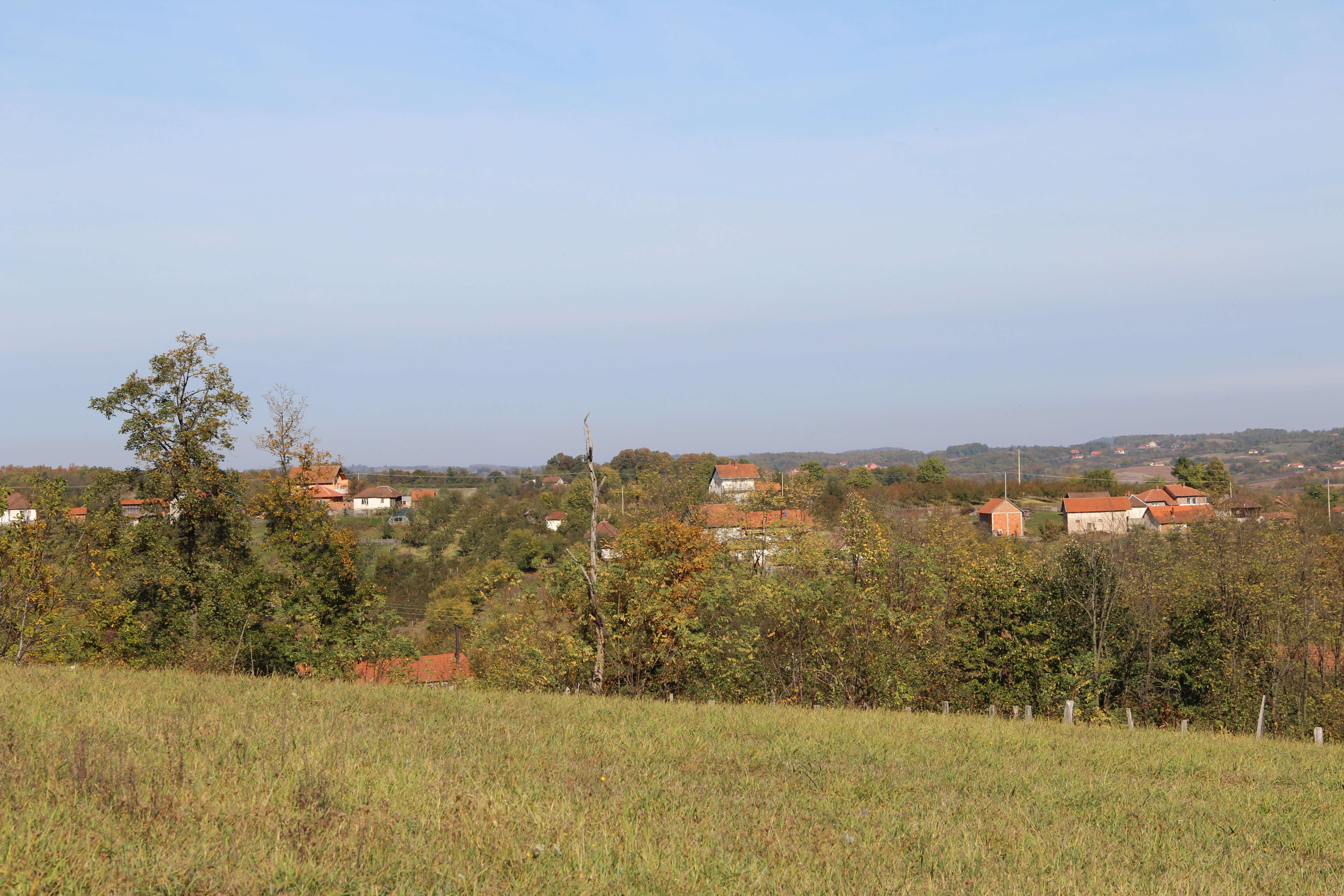
Gornje Crniljevo - panorama
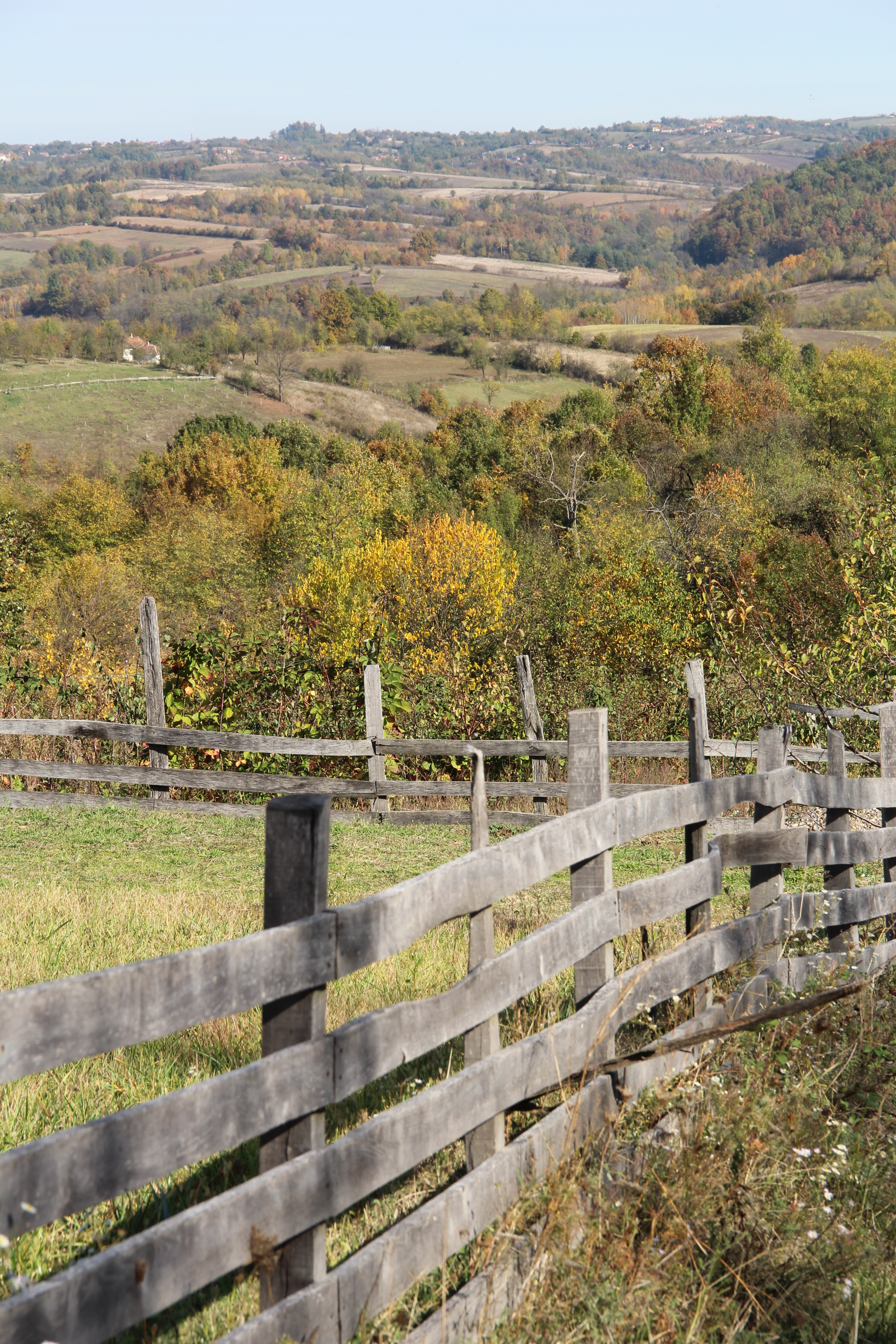
Gornje Crniljevo - panorama
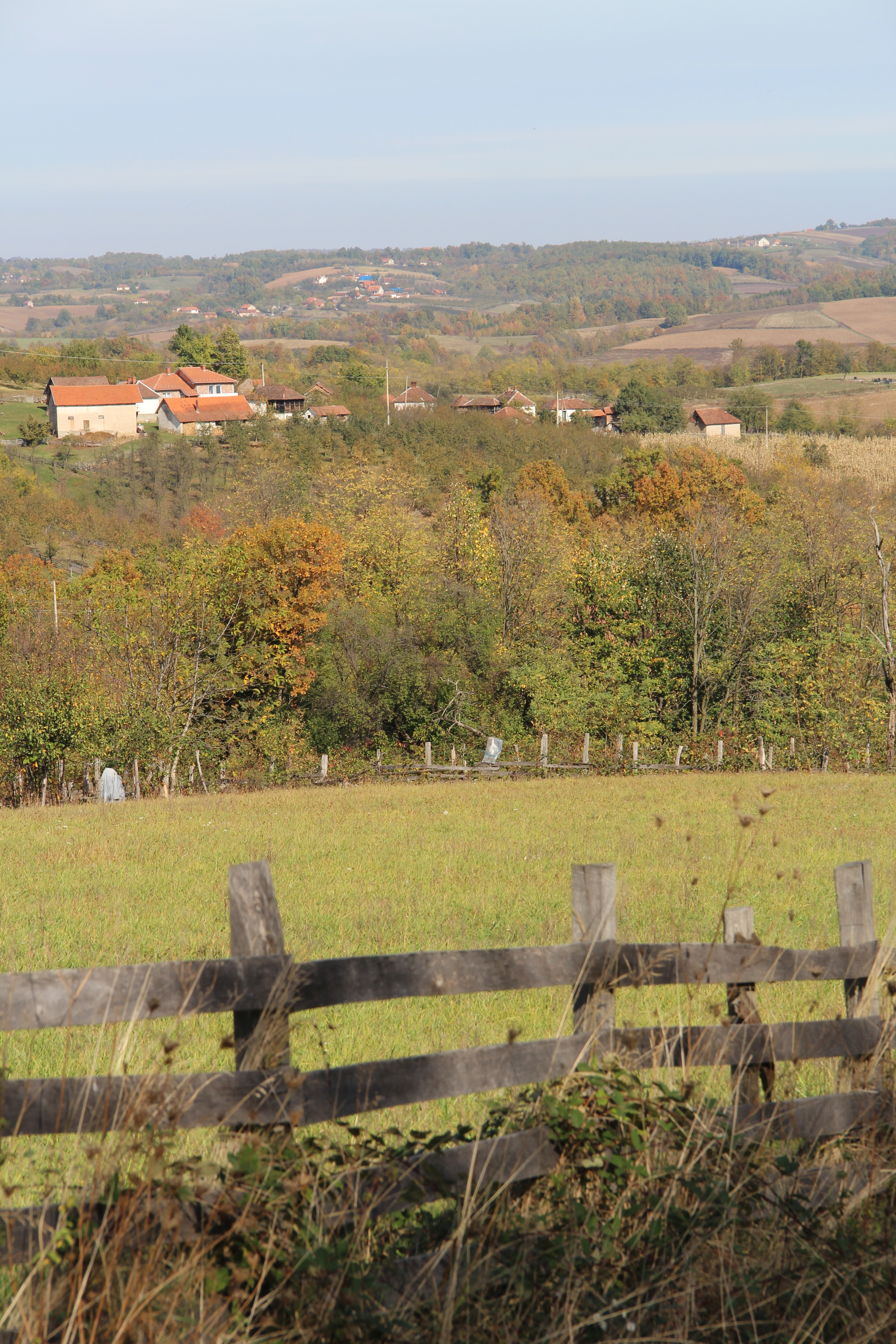
Gornje Crniljevo - panorama
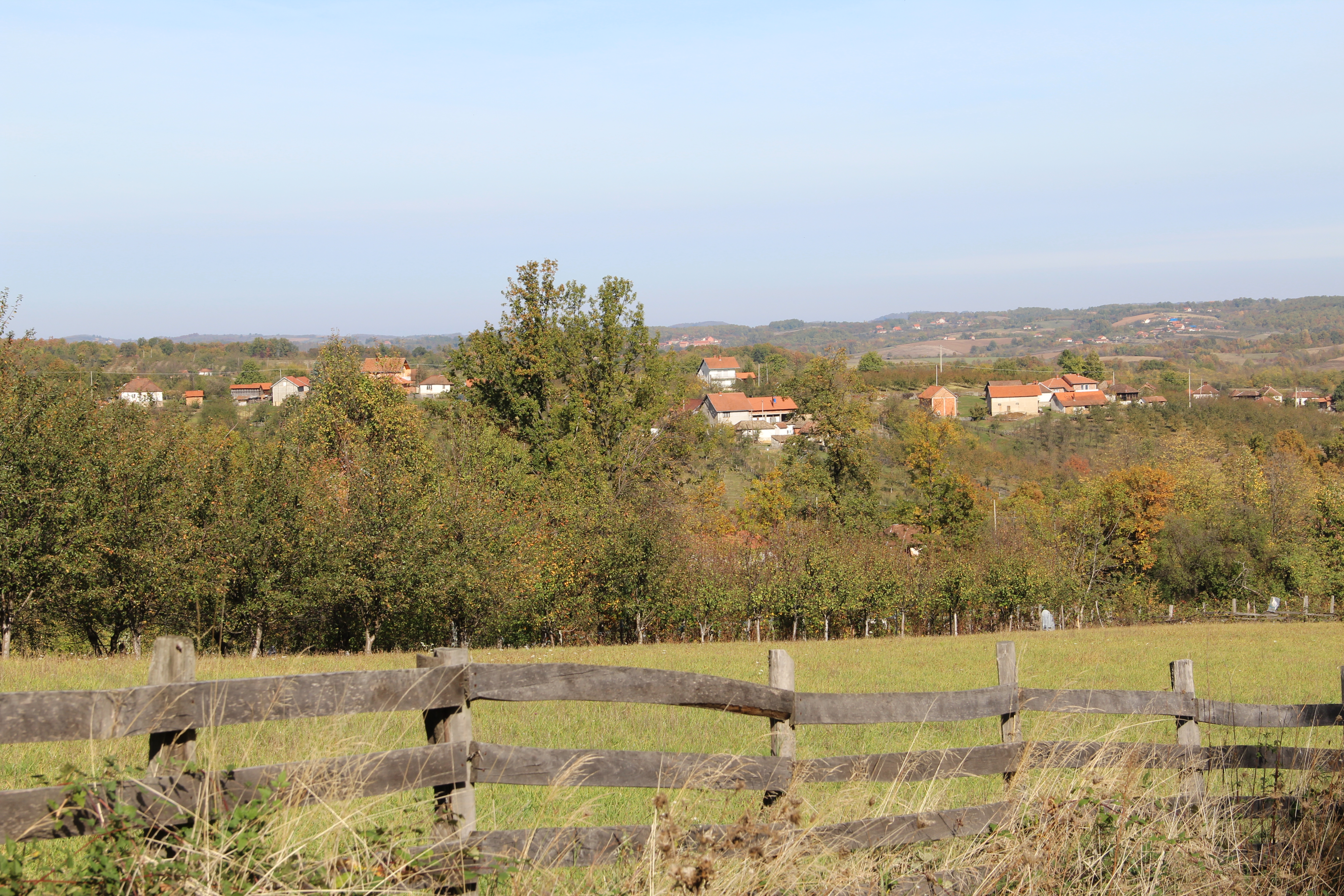
Gornje Crniljevo - panorama
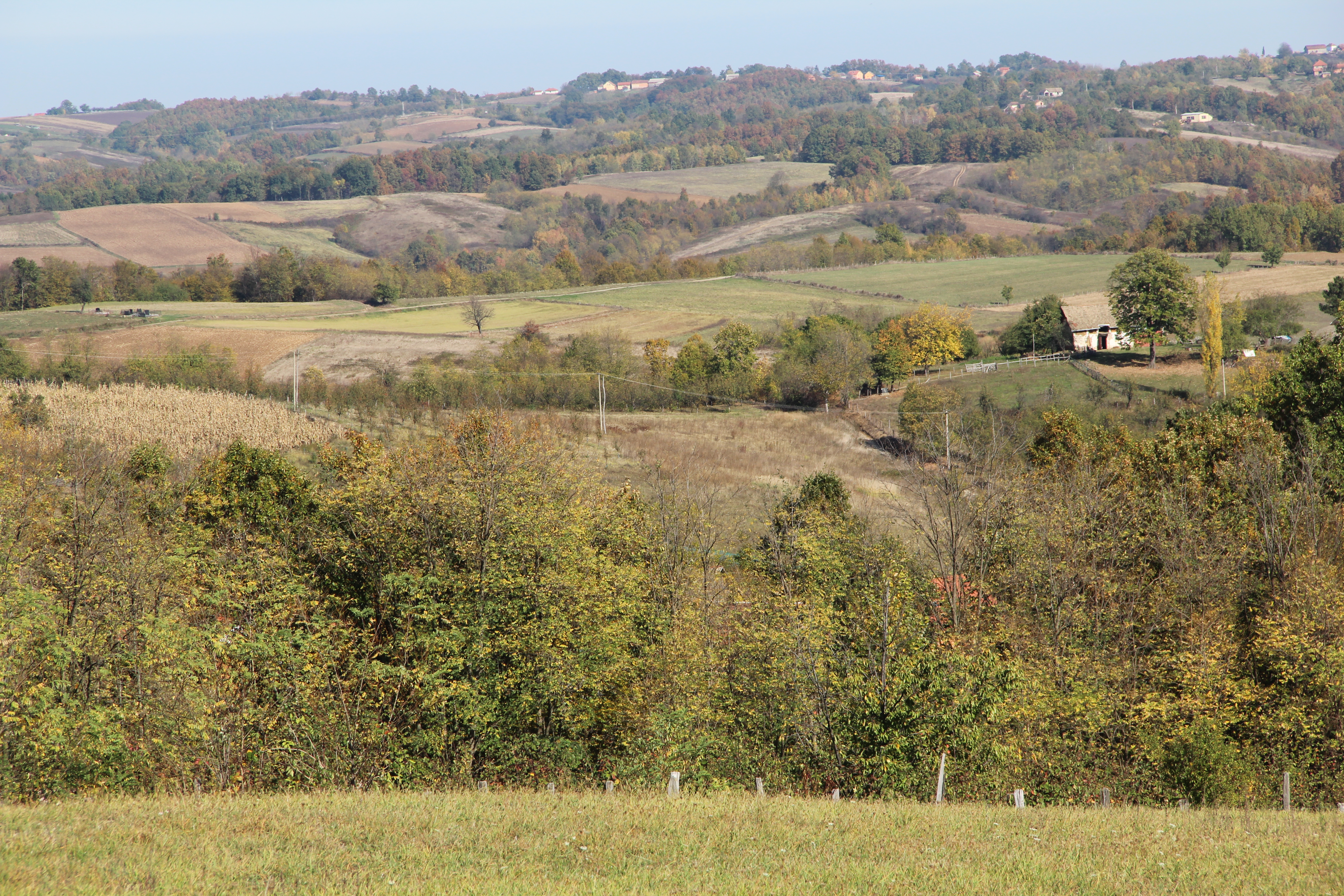
Gornje Crniljevo - panorama
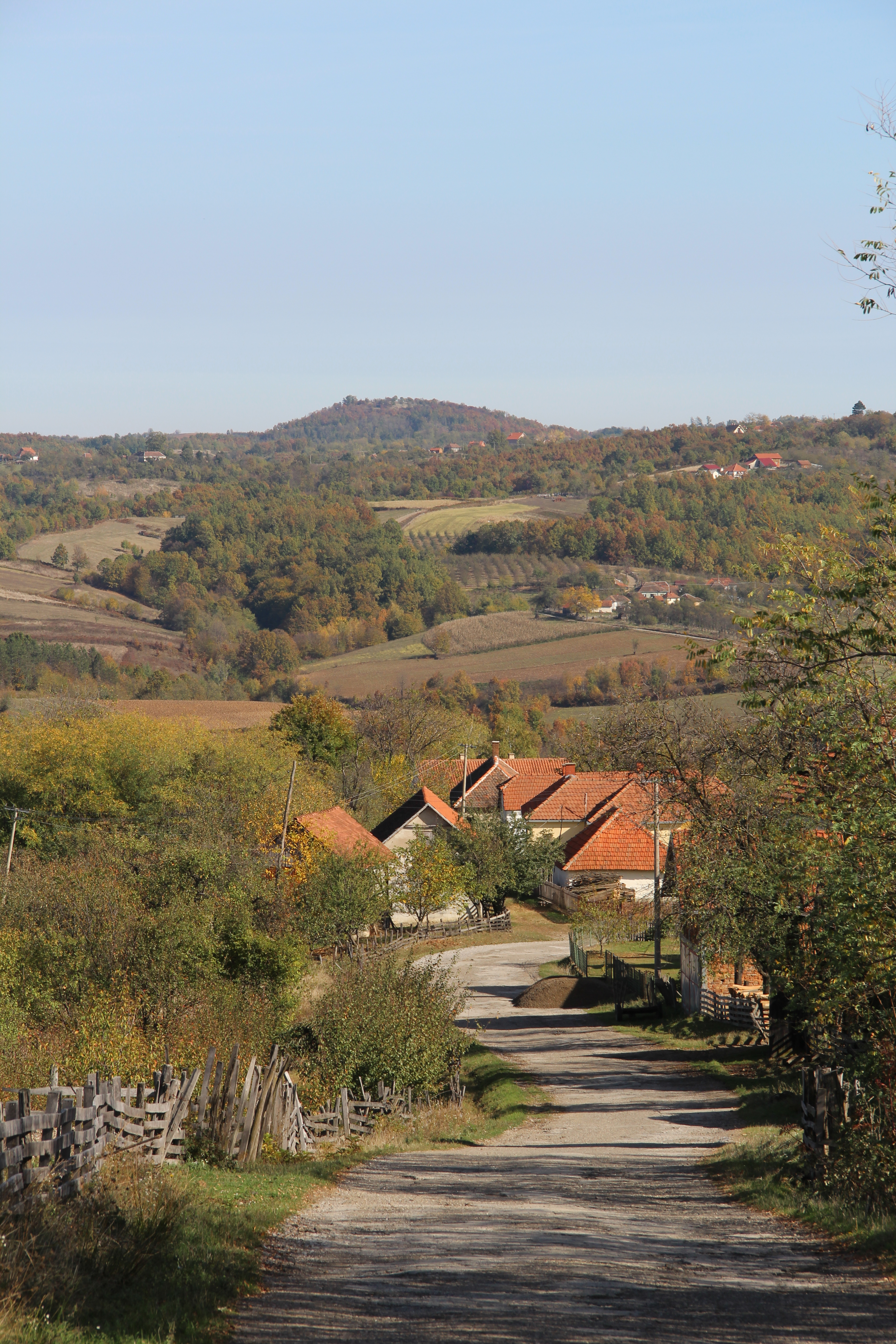
Gornje Crniljevo - panorama